# Bane (deidad)
Bane (también conocido como Mano Negra o el Señor Oscuro), es el dios del odio, el miedo y la tiranía; es uno de los principales dioses malignos del escenario de campaña Reinos Olvidados del juego de rol Dungeons & Dragons. Ed Greenwood creó a Bane para su partida de Dungeons & Dragons, aparentemente inspirado en la deidad babilónica Druaga.
Bane es una deidad Legal Maligna del círculo de las Potencias Mayores cuyo símbolo está compuesto por rayos verdes saltando de un puño negro, y su reino es el Bastión Negro en La Tierra Yerma de la Perdición y la Desesperación. En la tercera edición de Dungeons & Dragons, sus dominios eran el Mal, Destrucción, Odio, Legalidad y Tiranía.

## Historia

### Ascensión
En el pasado, Bane fue un miembro de Dead Three, un grupo de tres mortales que juraron alcanzar la divinidad. Bane, Bhaal y Myrkul forjaron un pacto maldito, acordando que trabajarían juntos para encontrar el poder último, o morir en el intento. Caminaron a lo largo y ancho de los Reinos Olvidados, buscando poder y desafiando a la muerte a cada oportunidad. Sin importar a que monstruo se enfrentaran o contra que maldición se confrontaran, los tres mortales resultaron ilesos. Eventualmente, la compañía destruyó uno de los Siete Dioses Perdidos, Borem, del Lago de Lodo Hirviente, repartiéndose la esencia divina de Borem en tres porciones. El trío se aventuró entonces en la Gray Waste y buscaron el Castillo de Huesos para confrontar a Jergal. Cuando los tres se acercaron amenazantes al dios, dispuestos a obtener sus poderes, Jergal, quien era tan poderoso al punto que tiempo atrás deseó abandonar su trono, les preguntó: "¿Quién de entre ustedes gobernará?", con lo que el trío comenzó a pelear entre sí. Jergal les propuso que resolvieran el problema lanzando cráneos, siendo Bane el que lo lanzó más lejos, con lo cual, pudo escoger su dominio diciendo: "Como el ganador, escojo gobernar por la eternidad como el último tirano. Puedo inducir odio y discordia a mi antojo y todo el mundo se inclinará ante mí mientras reine", por lo que reclamó para sí, los dominios de Tiranía, odio y discordia, ascendiendo al nivel de una gran deidad.
- Datos: Q375429